# Дентон (Мэриленд)
Дентон (англ. Denton) — город в США, административный центр округа Каролайн штата Мэриленд. Население — 4848 человек (2020).

## География
Дентон расположен по координатам 38°52′39″ с. ш. 75°49′37″ з. д. (38.877467, -75.826915). По данным Бюро переписи населения США в 2010 году город имел площадь 14,24 км², из которых 13,67 км² — суша и 0,56 км² — водоёмы.

## Демография
| Год переписи                          | Нас. |  | %±     |
| ------------------------------------- | ---- |  | ------ |
| 1870                                  | 431  |  | —      |
| 1880                                  | 469  |  | 8,8%   |
| 1890                                  | 641  |  | 36,7%  |
| 1900                                  | 900  |  | 40,4%  |
| 1910                                  | 1481 |  | 64,6%  |
| 1920                                  | 1570 |  | 6%     |
| 1930                                  | 1604 |  | 2,2%   |
| 1940                                  | 1572 |  | −2%    |
| 1950                                  | 1806 |  | 14,9%  |
| 1960                                  | 1938 |  | 7,3%   |
| 1970                                  | 1561 |  | −19,5% |
| 1980                                  | 1927 |  | 23,4%  |
| 1990                                  | 2977 |  | 54,5%  |
| 2000                                  | 2960 |  | −0,6%  |
| 2010                                  | 4418 |  | 49,3%  |
| 2020                                  | 4848 |  | 9,7%   |
| 1870–2020 Десятилетняя перепись в США |      |  |        |

Согласно переписи 2010 года, в городе проживало 4418 человек в 1606 домохозяйствах в составе 1034 семей. Плотность населения составляла 310 человек/км². Было 1791 квартира (126/км²).
Расовый состав населения:
| - 71,8% — белых - 22,9% — чёрных или афроамериканцев - 0,6% — азиатов - 0,4% — коренных американцев - 1,0% — лиц других рас |

К двум или более расам принадлежало 3,1%. Доля испаноязычных составила 3,3% всего населения.
По возрастному диапазону население распределялось следующим образом: 26,6% — лица младше 18 лет, 58,3% — лица в возрасте 18-64 лет, 15,1% — лица в возрасте 65 лет и старше. Медиана возраста жителя составила 35,8 лет. На 100 человек женского пола в городе приходилось 87,6 мужчин; на 100 женщин в возрасте от 18 лет и старше — 81,5 мужчин также старше 18 лет.
Средний доход на одно домашнее хозяйство составил 52 727 долларов США (медиана — 41 122), а средний доход на одну семью — 60 767 долларов (медиана — 53 036). Медиана доходов составляла 48 194 доллара для мужчин и 31 544 доллара для женщин. За чертой бедности находилось 21,3% человек, в том числе 29,8% детей в возрасте до 18 лет и 10,8% лиц в возрасте 65 лет и старше.
Гражданское трудоустроенное население составляло 1736 человек. Основные области занятости: образование, здравоохранение и социальная помощь — 31,9%, производство — 12,9%, розничная торговля — 12,1%, ученые, специалисты, менеджеры — 11,5%.